# لودويغ شميد
لودويغ شميد  (و. 1823 – 1888 م) هو كاتب، وشاعر سويسري، توفي في برن، عن عمر يناهز 65 عاماً.